# Embellisia eureka
Embellisia eureka är en svampart som först beskrevs av E.G. Simmons, och fick sitt nu gällande namn av E.G. Simmons 1990. Embellisia eureka ingår i släktet Embellisia och familjen Pleosporaceae.   Inga underarter finns listade i Catalogue of Life.